# Diocesi di Cuernavaca
La diocesi di Cuernavaca (in latino: Dioecesis Cuernavacensis) è una sede della Chiesa cattolica in Messico suffraganea dell'arcidiocesi di Toluca. Nel 2021 contava 1.399.556 battezzati su 1.971.520 abitanti. È retta dal vescovo Ramón Castro Castro.

## Territorio
La diocesi comprende l'intero stato messicano di Morelos con i suoi 37 comuni.
Sede vescovile è la città di Cuernavaca, dove si trova la cattedrale di Maria Assunta in Cielo.
Il territorio si estende su una superficie di 4.893 km² ed è suddiviso in 115 parrocchie.

## Storia
La diocesi è stata eretta il 23 giugno 1891 con la bolla Illud in primis di papa Leone XIII, ricavandone il territorio dall'arcidiocesi di Città del Messico, di cui era suffraganea.
Il 28 settembre 2019 è entrata a far parte della provincia ecclesiastica dell'arcidiocesi di Toluca.

## Cronotassi dei vescovi
Si omettono i periodi di sede vacante non superiori ai 2 anni o non storicamente accertati.
- Sede vacante (1891-1894)

- Fortino Hipólito Vera y Talonia † (3 luglio 1894 - 22 settembre 1898 deceduto)
- Francisco Plancarte y Navarrete † (28 novembre 1898 - 27 novembre 1911 nominato arcivescovo di Linares o Nueva León)
- Manuel Fulcheri y Pietrasanta † (6 maggio 1912 - 21 aprile 1922 nominato vescovo di Zamora)
- Francisco Uranga y Sáenz † (21 aprile 1922 - 8 luglio 1930 deceduto)
- Francisco María González y Arias † (30 gennaio 1931 - 20 agosto 1946 deceduto)
- Alfonso Espino y Silva † (2 agosto 1947 - 15 maggio 1951 nominato arcivescovo coadiutore di Monterrey[1])
- Sergio Méndez Arceo † (11 marzo 1952 - 28 dicembre 1982 ritirato)
- Juan Jesús Posadas Ocampo † (28 dicembre 1982 - 15 maggio 1987 nominato arcivescovo di Guadalajara)
- Luis Reynoso Cervantes † (17 agosto 1987 - 21 dicembre 2000 deceduto)
- Florencio Olvera Ochoa † (22 febbraio 2002 - 10 luglio 2009 ritirato)
- Alfonso Cortés Contreras (10 luglio 2009 - 22 dicembre 2012 nominato arcivescovo di León)
- Ramón Castro Castro, dal 15 maggio 2013

## Statistiche
La diocesi nel 2021 su una popolazione di 1.971.520 persone contava 1.399.556 battezzati, corrispondenti al 71,0% del totale.
| anno | popolazione | popolazione | popolazione | presbiteri | presbiteri | presbiteri | presbiteri                | diaconi | religiosi | religiosi | parrocchie |
| anno | battezzati  | totale      | %           | numero     | secolari   | regolari   | battezzati per presbitero | diaconi | uomini    | donne     | parrocchie |
| ---- | ----------- | ----------- | ----------- | ---------- | ---------- | ---------- | ------------------------- | ------- | --------- | --------- | ---------- |
| 1949 | 210.000     | 220.000     | 95,5        | 48         | 42         | 6          | 4.375                     |         | 5         | 140       | 25         |
| 1966 | 412.000     | 436.000     | 94,5        | 116        | 92         | 24         | 3.551                     |         | 25        | 247       | 40         |
| 1967 | 414.000     | 438.000     | 94,5        | 113        | 97         | 16         | 3.663                     |         | 17        | 253       | 40         |
| 1976 | 620.000     | 641.000     | 96,7        | 119        | 97         | 22         | 5.210                     |         | 34        | 281       | 56         |
| 1980 | 620.000     | 641.000     | 96,7        | 119        | 97         | 22         | 5.210                     |         | 34        | 281       | 56         |
| 1990 | 1.550.000   | 1.762.000   | 88,0        | 136        | 88         | 48         | 11.397                    |         | 63        | 263       | 78         |
| 1999 | 1.742.230   | 1.980.971   | 87,9        | 179        | 126        | 53         | 9.733                     | 1       | 71        | 21        | 99         |
| 2000 | 1.829.341   | 2.080.019   | 87,9        | 182        | 129        | 53         | 10.051                    | 1       | 53        | 403       | 99         |
| 2001 | 1.829.341   | 2.080.019   | 87,9        | 178        | 125        | 53         | 10.277                    | 1       | 87        | 383       | 116        |
| 2002 | 1.829.341   | 2.080.019   | 87,9        | 181        | 128        | 53         | 10.106                    | 54      | 139       | 430       | 115        |
| 2003 | 1.829.341   | 2.080.019   | 87,9        | 186        | 126        | 60         | 9.835                     | 62      | 118       | 521       | 114        |
| 2004 | 1.829.341   | 2.080.019   | 87,9        | 193        | 133        | 60         | 9.478                     | 2       | 67        | 543       | 114        |
| 2006 | 1.854.000   | 2.144.000   | 86,5        | 193        | 131        | 62         | 9.606                     | 2       | 115       | 457       | 109        |
| 2013 | 1.936.000   | 2.240.000   | 86,4        | 184        | 135        | 49         | 10.521                    |         | 113       | 407       | 108        |
| 2016 | 1.509.199   | 1.903.811   | 79,3        | 189        | 152        | 37         | 7.985                     |         | 122       | 421       | 111        |
| 2019 | 1.550.100   | 1.987.596   | 78,0        | 201        | 155        | 46         | 7.711                     | 20      | 114       | 292       | 112        |
| 2020 | 1.565.455   | 2.007.420   | 78,0        | 211        | 159        | 52         | 7.419                     | 20      | 99        | 332       | 113        |
| 2021 | 1.399.556   | 1.971.520   | 71,0        | 209        | 156        | 53         | 6.696                     | 19      | 72        | 288       | 115        |